# Dombaï (Russie)
Dombaï  (en russe : Домбай) est une commune urbaine et une station de ski de la République autonome karatchaïevo-tcherkesse, en Russie.
La station a le statut de commune urbaine depuis 1965.

## Géographie
Dombaï est située au pied du mont Dombaï (4 046 m) dans le Grand Caucase, qui est recouvert de neiges éternelles et de glaciers. La station appartient à la municipalité de Karatchaïevsk (ville située à 83 km) et se trouve à 1 650 m d'altitude du côté nord du Caucase principal. Elle est à 20 km au sud de la petite ville climatique de Teberda et à 65 km des côtes de la mer Noire.

## Climat
Les moyennes maximales sont de 24 °C en août et 20 °C en juillet et −5 °C en janvier et −3 °C en février. Les moyennes minimales sont de 12 °C en août et 10 °C en septembre et −12 °C en janvier et −10 °C en février.

## Station de ski
Cette station de ski est fréquentée par 200 000 personnes par an. Les pistes skiables sont situées entre 1 800 et 3 200 mètres d'altitude. La longueur des pistes de difficulté variée est de vingt kilomètres. La déclivité maximale est de 1 400 mètres. La station dispose de remonte-pentes, skilifts, télésièges, télécabines, etc.
Une des compétitions de snowboard les plus importantes de Russie s'y tient depuis 1997.

## Tourisme d'été
La base touristique existe depuis 1921, la région ayant été explorée par les alpinistes depuis la fondation du club alpin de Tiflis en 1876 et les infrastructures ayant été construites surtout depuis les années 1960. Les promenades en montagne sont nombreuses et variées et permettent d'admirer la flore et la faune du Caucase. La zone se trouve dans la réserve naturelle de Teberda, fondée en 1935-1936, l'une des plus importantes de Russie. Il est possible de skier sur le mont Moussa-Atchitara (3 012 m), une station de refuge nommée Alibek se trouve près du glacier et accueille les skieurs. En face du Dombaï se dresse à 3 861 m d'altitude la Belalakaïa (Montagne rayée), entourée de nombreux sommets. Les vues panoramiques sont exceptionnelles.
Les randonneurs peuvent également découvrir des chutes d'eau, dont la plus connue est la cascade d'Alibek, en bas de deux glaciers de moraines, l'Alibek et le glacier des Deux-Langues.
La rivière Alibek est réputée pour ses grottes et ses gorges. Les lacs sont variés, les plus beaux se trouvant au nord-ouest, comme les lacs de Badouk et sont situés entre le mont Badouk (3 059 m) et le mont Hadji-Bey (3 474 m), au-delà du mont Semionov-Bachi (3 114m).

## Population
La population demeurant à l'année à Dombaï était de 672 habitants en 2010. Les habitants vivent tous du tourisme.

## Illustrations

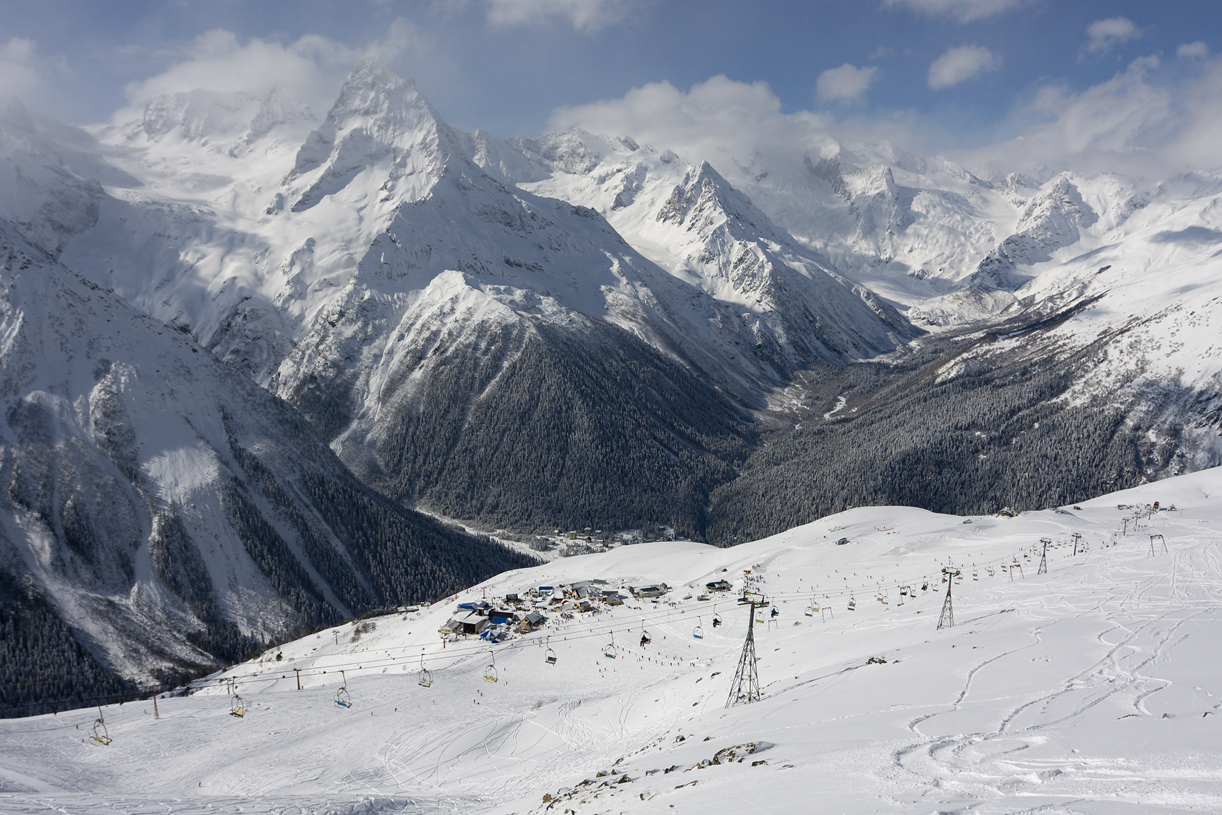
Vue d'une des pistes de ski
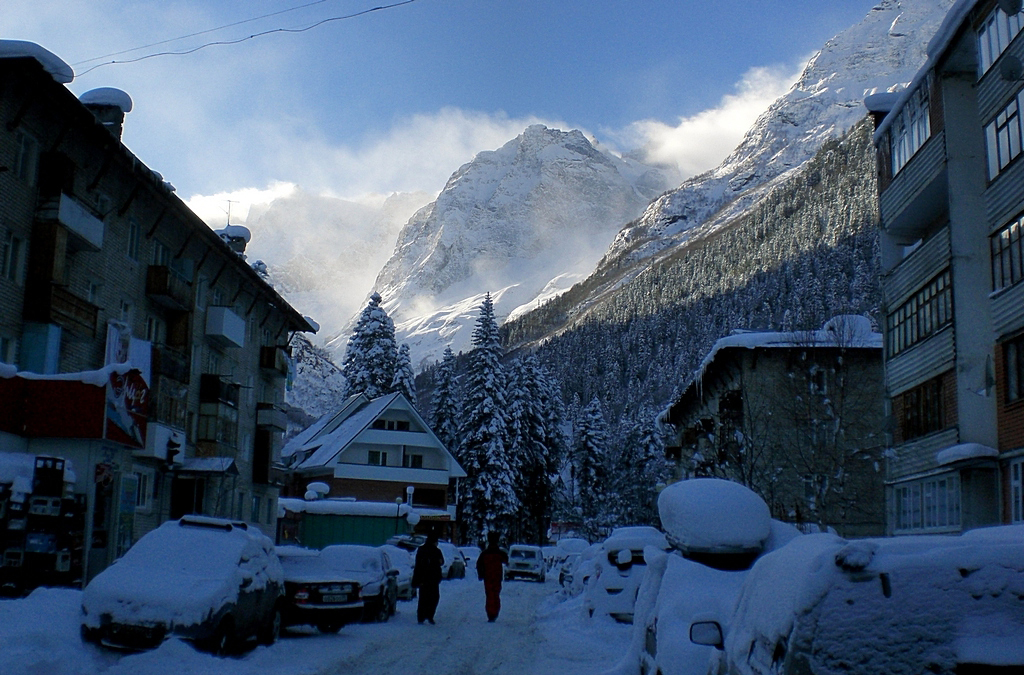
Vue du village
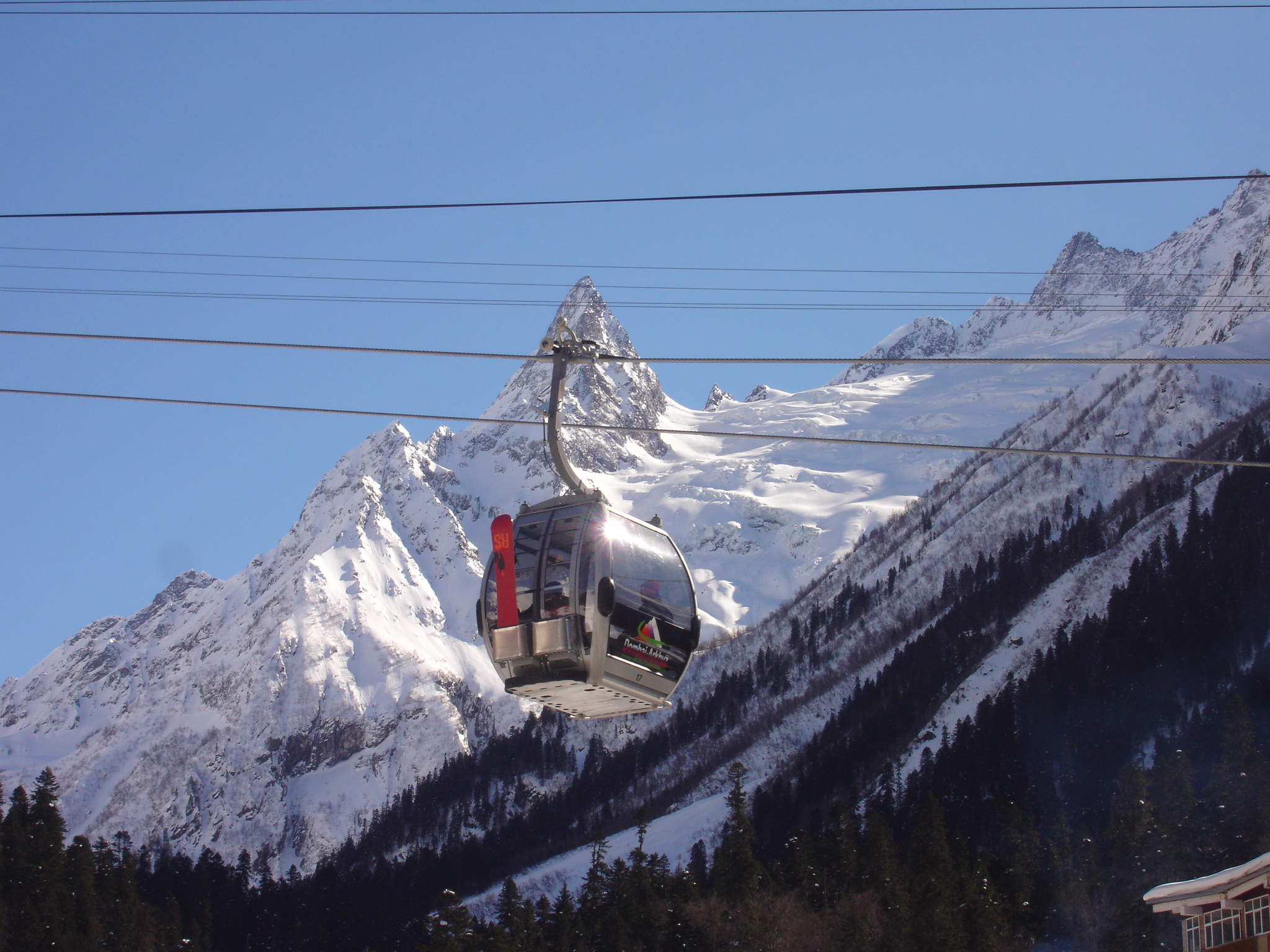
Vue de montagne
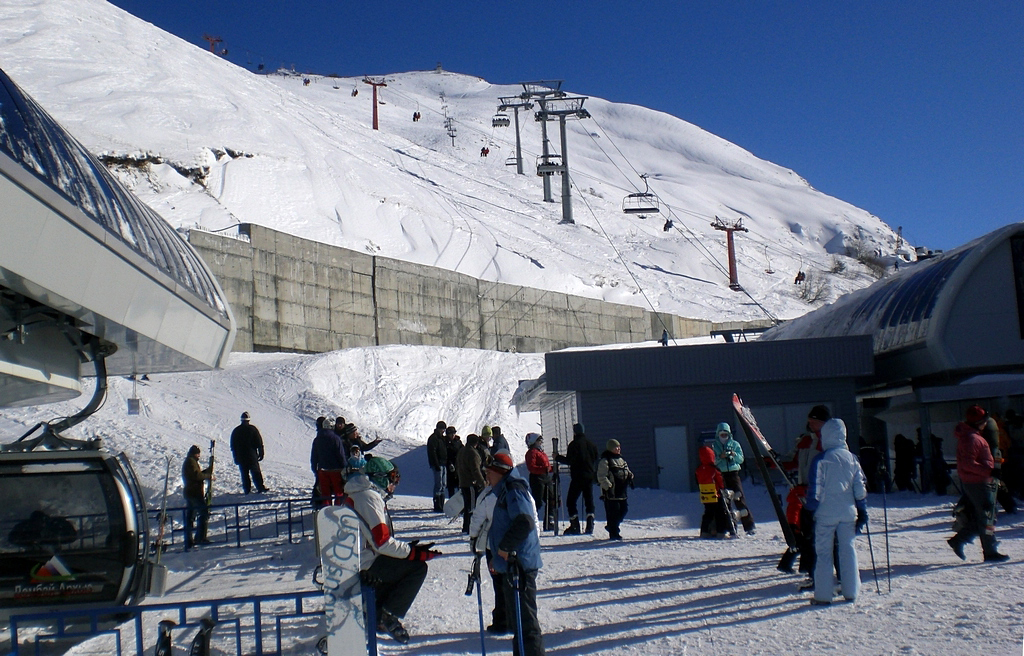
En bas d'une piste
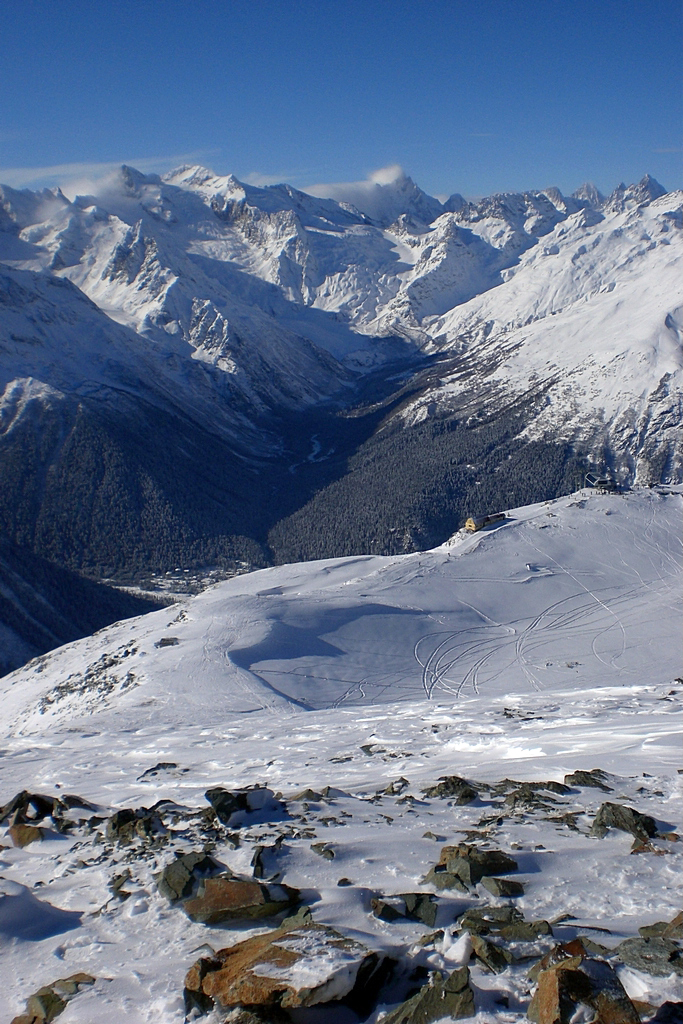
Sommets entourant la station de Dombaï
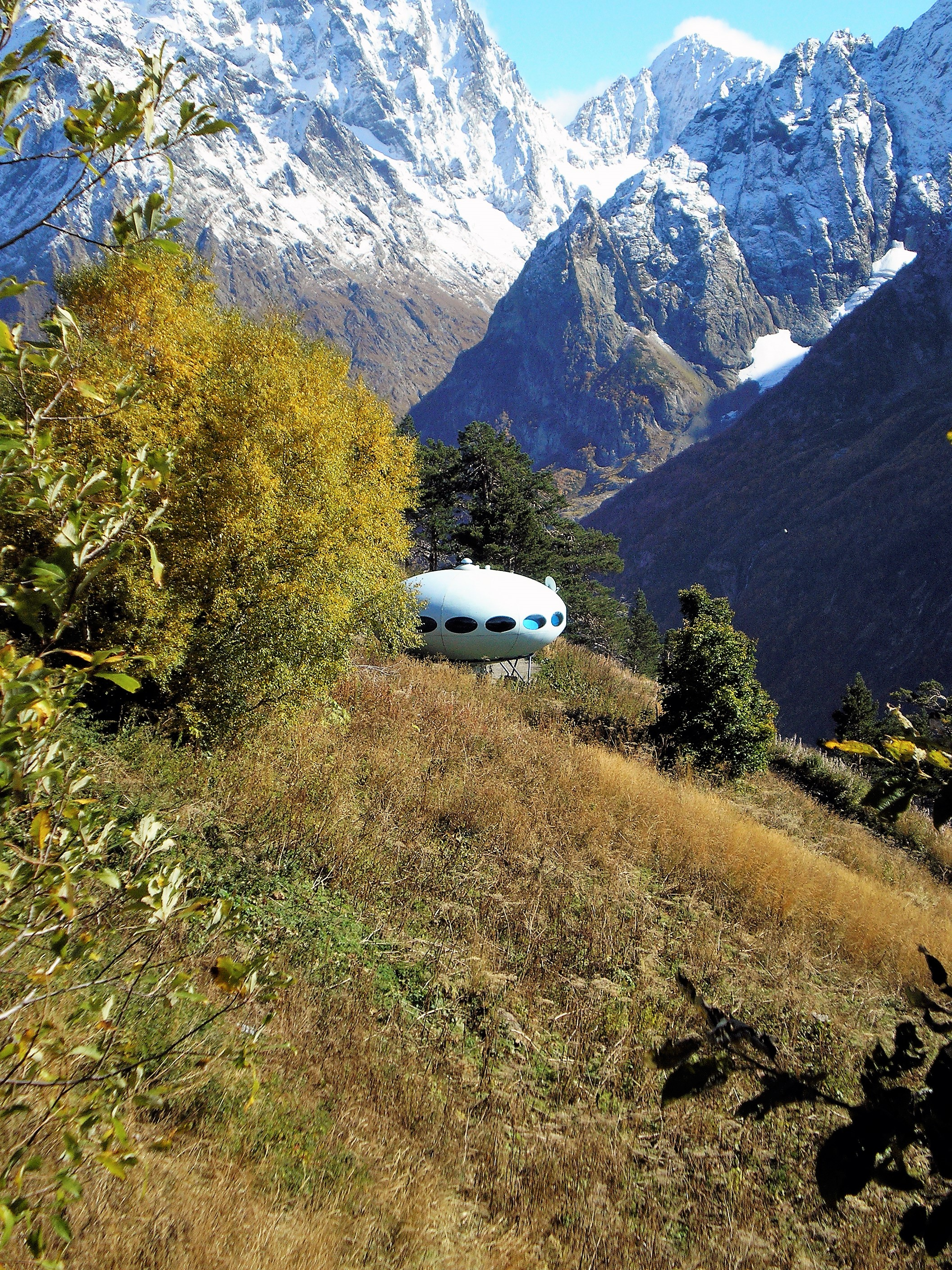
Un Futuro installé à Dombaï